# Agrotis postfasciata
Agrotis postfasciata är en fjärilsart som beskrevs av Paul E. Hanson 1962. Agrotis postfasciata ingår i släktet Agrotis och familjen nattflyn. Inga underarter finns listade i Catalogue of Life.